# Каг'ю
Каг'ю (Wylie: bka' brgyud) — одна з чотирьох шкіл тибетського буддизму. Тибетська школа Каг'ю породила велику кількість незалежних підшкіл. Лінія Каг’ю веде свій початок від індійських магасіддга 11-го століття — Наропи, Майтріпи та Нігуми через їхнього учня Марпа Лоцава  (1012—1097), який приніс їхні вчення до Тибету.[джерело?]

## Назва

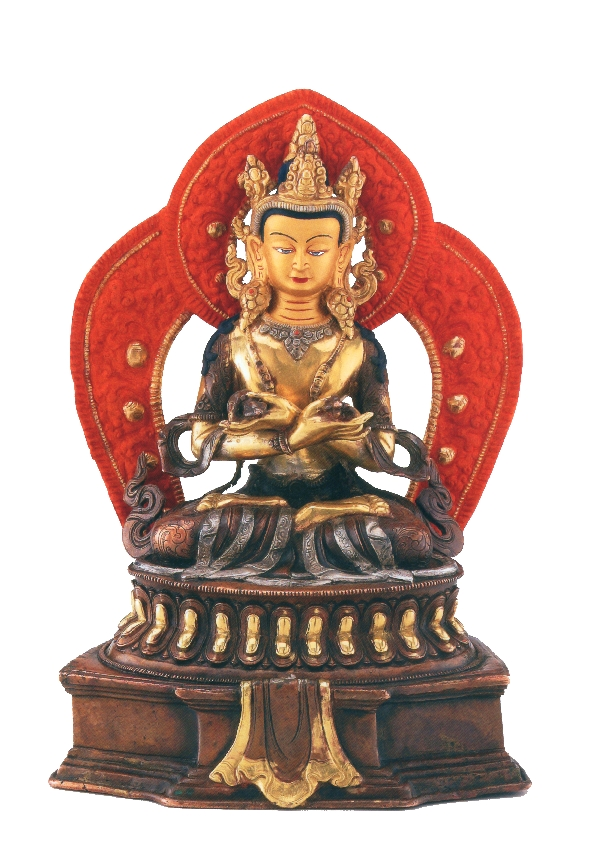
Будда Ваджрадхара

Переважна більшість дослідників, як внутрішніх буддійських, так і зовнішніх, перекладає слово Каг'ю як «усна передача», «традиція передачі повчань», що повністю відповідає духу цієї школи. Усі майстри Каг'ю підкреслювали особливу важливість безпосереднього, особистого контакту з вчителем, який є носієм благословення, знань та досвіду медитації, зразком для наслідування та ототожнення, і який сам отримав таку ж «авторизацію» від своїх вчителів. Така безперервна передача живого досвіду гарантує автентичність вчення та дієвість методів.
Інші джерела дають більш розгорнуте трактування цієї назви. «Термін Каг'ю (тиб.: bka' brgyud) походить від довгої фрази, яка означає: „Лінії приємності чотирьох уповноважених“ (тиб.: bka' babs bzhi'i brgyud pa). Ось ці чотири лінії, що згадуються тут:
1. Лінія передачі Гух'я-самаджа та Чатух-пітха, та Йоги тіла-ілюзії (ілюзорного тіла) та Пхови (викиду — переносу свідомості). Ці вчення прийшли від Будди Ваджрадхари (Держатель Діаманту), через махасіддхів Індрабхуті, йогиню Вісукальпу, Сараху, Нагарджуну та Тілопу;
2. Лінія передачі тантри Маха-майя та Йоги сну від Будди Ваджрадхари через Джнянадакіню, Куккуріпу, Чар'япу та Тілопу;
3. Лінія передачі Тантри Чакрасамвари та інших материнських тантр, а також Йоги ясного світла — це прийшло від Будди Ваджрадхари через Ваджрапані, Домбіпу, Вінаса-ваджру, Лавапу та Тілопу;
4. Лінія передачі Тантри Хеваджри та Йоги внутрішнього тепла — від Будди Ваджрадхари через Ваджрапані, Камадева-ваджру, Падма-ваджру, Дакіню Кальпа Бхадре та Тілопу.

Альтернативний термін — це Карг'ю (тиб.: dkar brgyud) — це пізніше нововведення представників школи Другпа Каг'ю, воно пов'язане з традиційним носінням білого (тиб.: dkar) йогічного одягу». [14], стор. 23

## Підшколи
Школа Каг'ю має дві основні школи та багато малих. Дві головні школи це: Шангпа Каг'ю (тиб: shangs ра bra' brgyud) та Дагпо Каг'ю (тиб.: dwags po bka' brgyud).
1. Шангпа Каг'ю була заснована великим йогіном та сіддхом Кх'юнгпо Налджор (тиб.: rnal 'byor — йогін з Кх'юнгпо), 978—1079. Він провів п'ятдесят років, вивчаючи сутри та тантри в Індії, Непалі та Тибеті. Він мав багато вчителів, у тому числі Сухасіддхі, Рахулагупту та веселкову тіло-форму Нігуми, дружини Махасіддхи Наропи. Монастир Жанг Жонг у долині Шанг був його основним монастирем. Усього він побудував сто монастирів. Він навчав [викладав вчення] тридцять років, у нього було вісімдесят тисяч учнів. Його головними вченнями були п'ять тантр: Чакрасамвара, Хеваджра, Махамайя, Гух'ямсамаджа та Ваджрабхаірава. Він також передавав  доктрину Махамудри, вчення Нігуми та Сухасіддхи. Окремої школи цієї традиції більше немає, вона злилася з лінією Карма Каг'ю, але вчення збереглися та передаються багатьма Ламами Каг'ю.
2. Дагпо Каг'ю Дагпо (тиб.: dvags po) — одно з імен великого вченого та йога Гампопи, котрий жив у долині Дагпо та зіграв вирішальну роль в заснуванні цієї школи в Тибеті. Засновником цієї школи є Марпа Лотсава (також відомий як Чок'ї Лодре, 1012—1099).

В цій школі виділяють «пряму» та «непряму» лінії.
«Пряма лінія» (тиб. nye brgyud) традиції Дакпо Каг'ю описується таким чином:
- Ваджрадхара
- Тілопа
- Наропа
- Марпа
- Міларепа
- Гампопа

В прямій лінії передаються, у першу чергу, Шість Йог Наропи.
«Непряма лінія» (тиб. ring brgyud), яка найбільше приділяє увагу передачі Махамудри, описується таким чином:
- Ваджрадхара
- Ратнаматі
- Сараха
- Нагарджуна
- Шаваріпа
- Майтріпа
- Марпа
- Міларепа
- Гампопа

Примітним є те, що на багатьох зображеннях (тханках) Дерева Прихистку лінії Карма Каг'ю індійські представники прямої лінії Тілопа та Наропа розташовані ззовні Дерева, над його вершиною, в той час як махасіддхи непрямої лінії, від Ратнаматі до Майтріпи, розташовані усередині групи вчителів Лінії передачі. Це вказує на те, що непряма лінія має для Карма Каг'ю значення не менше, а під час і більше, ніж пряма.
Після Гампопи в лінії Каг'ю утворилися підшколи — прийнято казати про чотири великі та вісім малих підшкіл.
«Чотири великі лінії» (тиб. che bzhi) в Дакпо Каг'ю виникли від учнів Гампопи або його племінника Дакпо Гомцул (1116—1169):
1. Камцанг або Карма Каг'ю, заснована Кармапою Дюсум Кх'єнпою (1110—1193), який навчався у Гампопи.
2. Цалпа (тиб. tshal pa) Каг'ю, заснована майстром Жанг Дракпа Цондру Дракпой (1123—1193), учнем Дакпо Гомцула.
3. Барам тиб. 'ba' ram) Каг'ю заснував Барам Дхарма Вангчук, учень Гампопи.
4. Пхагмо Друпа (тиб. phag mo gru pa) — заснував учень Гампопи Пхагмо Дру Дордже Г'ялпо (1110—1170)

З цих великих ліній до наших днів збереглася лише Карма Камцанг
Із Пхагмо Друпа Каг'ю виділилося «вісім малих» ліній (тиб. chung brgyad):
- Дрікунґ (тиб. 'bri gung)
- Таглунг (тиб. stag lung)
- Тропху (тиб. kro phu)
- Другпа (тиб. 'brug pa)
- Марцанг (тиб. smar tshang)
- Йелпа (тиб. gyel pa)
- Шугсеб (тиб. shug seb)
- Ямзанг (тиб. gya' zang)

Другпа, Дрікунґ і Таглунг збереглися до сьогоденності, Другпа найбільша з них, вона є головною школою Бутана.

## Методологія
Вчення Каг'ю засновані на традиції Кадам (буддизм) та Нових Тантрах. Особливі повчання цієї школи — це Наро Чодруг (тиб.: na ro chos grug), тобто Шість йог індійського махасіддхи Наропи, та вчення Махамудри махасіддхи Майтріпи.
Шість йог Наропи — це шість медитаційних вправ, що пов'язують роботу енергій і свідомості:
1. йога проміжного стану (бардо, тиб: bar-do);
2. йога внутрішнього тепла (туммо, gtum mo);
3. йога сновидінь (мілам, rmi lam);
4. йога ілюзорного тіла (г'юлю, sgyu lus);
5. йога викиду (переносу) свідомості (пхова, тиб.: 'pho-ba)
6. йога ясного світла (осал, тиб: 'od gsal).